# Matthias Leja
Matthias Leja, né à Lunebourg (Allemagne) le 7 juillet 1962, est un acteur allemand.

## Biographie
Matthias Leja étudie la philosophie et le théâtre à Munich, puis, en 1983, se rend pour deux ans à Hambourg pour continuer ses études de théâtre à l'Université de musique et de théâtre (Hochschule für Musik und Theater Hamburg). Il est engagé en tant qu'invité au Schauspiel Frankfurt (de) pour jouer le rôle de Fortinbras dans Hamlet de William Shakespeare.

## Filmographie

### Au cinéma
- 1985 : Der Mann aus Antibes
- 2010 : Jud Süß - Film ohne Gewissen de Oskar Roehler

### À la télévision
- 1985 : Inspecteur Derrick (série télévisée, épisode Der Mann aus Antibes)
- 1997-2004 Mission sauvetages : Major Alexander Karuhn (série télévisée, 59 épisodes)
- 1998 : Samstag - Sonntag - Montag : Frederico (téléfilm)
- 2002 : Le fou et sa femme ce soir dans Pancomédia (téléfilm)
- 2009 : Intrigue et amour : le président von Walter (téléfilm)